# Stratiodrilus vilae
Stratiodrilus vilae är en ringmaskart som beskrevs av Amato 200. Stratiodrilus vilae ingår i släktet Stratiodrilus och familjen Histriobdellidae. Inga underarter finns listade i Catalogue of Life.